# Tuskegee Airmen
Les Tuskegee Airmen sont un groupe d'aviateurs afro-américains formé à la base de Moton Field à Tuskegee et au Tuskegee Institute dans l'Alabama, sous la direction de l'US Army Air Corps, qui se distingua durant la Seconde Guerre mondiale.
Les Tuskegee Airmen furent les premiers aviateurs militaires afro-américains des forces armées des États-Unis. Pendant la Seconde Guerre mondiale, les Noirs américains de nombreux États américains étaient encore soumis aux lois Jim Crow et l’armée américaine était soumise à une ségrégation raciale.
Au total, 992 pilotes ont été formés à Tuskegee de 1941 à 1946. 355 ont été déployés outre-mer et 84 ont perdu la vie. Le bilan comprenait 68 pilotes tués au combat ou dans des accidents, 12 tués lors d'entraînements et de missions hors combat et 32 capturés comme prisonniers de guerre.
Les Tuskegee Airmen ont reçu des éloges pour leur excellent bilan de combat obtenu en protégeant les bombardiers américains des chasseurs ennemis. Le groupe a reçu trois Distinguished Unit Citations (en) pour « un héroïsme extraordinaire en action contre un ennemi armé ».

## Histoire

### Contexte
La National Association for the Advancement of Colored People (NAACP), des églises, diverses associations, des journaux des leaders syndicaux comme Asa Philip Randolph, Bayard Rustin, Abraham Johannes Muste  et même l'agence gouvernementale, la National Youth Administration font pression sur le gouvernement pour qu'il accepte l'intégration d'Afro-Américains au sein de l'Air Corps, prenant en exemple la participation du pilote pionnier Eugene Bullard dans les forces aériennes françaises durant la Première guerre mondiale.
Le 16 septembre 1940, le président Franklin D. Roosevelt promulgue le Selective Training and Service Act of 1940 (en) qui ouvre la formation et l'intégration de pilotes et de techniciens (radio, mécanicien, etc.) afro-américains au sein de l'Army Air Corps,. La proposition fut adoptée en 1941 par le Congrès.
Cette nouvelle unité est créée le 16 janvier 1941 sous le nom du 99e Escadron de chasse, sa base d'entrainement de Tuskegee est ségréguée contre l'avis de la NAACP. Cette création est décrétée comme expérimentale, en effet de nombreux rapports pseudo-scientifiques affirmaient que les Afro-Américains étaient incapables, du fait d'une infériorité intellectuelle supposée, de mener des vols de combats complexes.
En 1941, la Première dame des États-Unis, Eleanor Roosevelt, visite la base de Tuskegee et pour contrer des avis racistes disant que les Afro-Américains étaient incapables de piloter des avions, elle demande à l'instructeur noir C. Alfred « Chief » Anderson de l'emmener faire un vol.
En septembre 1941, le magazine Time consacre un article sur l'innovation que représente la formation de pilotes afro-américains.
Près de 1 000 pilotes de chasse et pilotes de bombardier seront formés entre 1941 et 1946,.

### Combat
Le 332e groupe de chasse des Tuskegee Airmen était composé de quatre éléments : le 99e escadron de chasse ; le 100e escadron de chasse ; le 301e escadron de chasse ; et le 302e escadron de chasse.

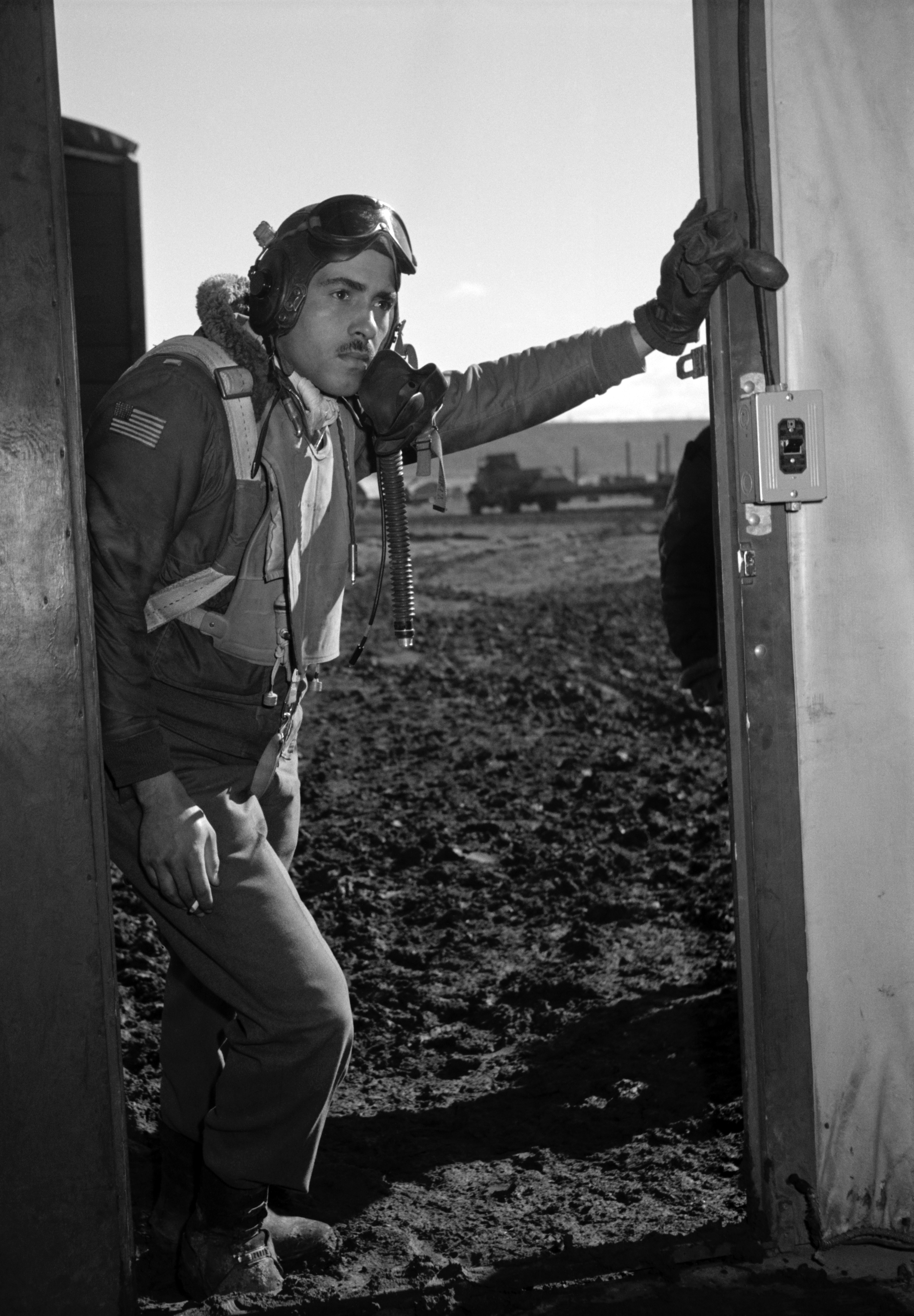
Portrait de Tuskegee Airman, Edward M. Thomas, par le photographe Toni Frissell, en mars 1945.

Considéré comme prêt au combat, le 99e fut transporté en avril 1943 à Casablanca, au Maroc, et participa à la campagne d'Afrique du Nord. Depuis le Maroc, ils ont voyagé en train jusqu'à Oujda puis à Tunis, lieu d'où ils ont opéré contre la Luftwaffe. Les pilotes et le personnel au sol ont été isolés dans leur commandement initial, le 33e Groupe de chasse, par les pratiques de ségrégation raciale de l'armée et du commandant du groupe, le colonel William Momyer. Les équipages de conduite ont reçu peu de conseils de la part de pilotes expérimentés au combat, à l'exception d'une semaine passée avec le colonel Philip Cochran. La première mission de combat du 99th fut d'attaquer la petite mais stratégique île volcanique de Pantelleria dans la mer Méditerranée, en préparation de l'invasion alliée de la Sicile en juillet 1943. Le 2 juillet 1943, le lieutenant Charles B. Hall de Brazil (Indiana), abattit le premier avion ennemi du groupe.
Le 99th a soutenu les invasions alliées de la Sicile et de l'Italie. Elle a fourni un soutien aérien rapproché à la 5e armée américaine lors de ses assauts sur Foggia et Anzio, ainsi qu'aux armées française et polonaise lors de leur attaque sur la colline du monastère près du mont Cassin. Les 27 et 28 janvier 1944, des chasseurs-bombardiers Fw 190 de la Luftwaffe attaquent Anzio, où les Alliés avaient effectué des débarquements amphibies le 22 janvier. Rattachés au 79th Fighter Group, onze des pilotes du 99th Fighter Squadron abattent des chasseurs ennemis, dont le capitaine Charles B. Hall, qui en revendique deux abattus, portant son total de victoires aériennes à trois. Les huit escadrons de chasse défendant Anzio ont revendiqué un total de 32 avions allemands abattus, tandis que le 99e a revendiqué le score le plus élevé d'entre eux avec 13.

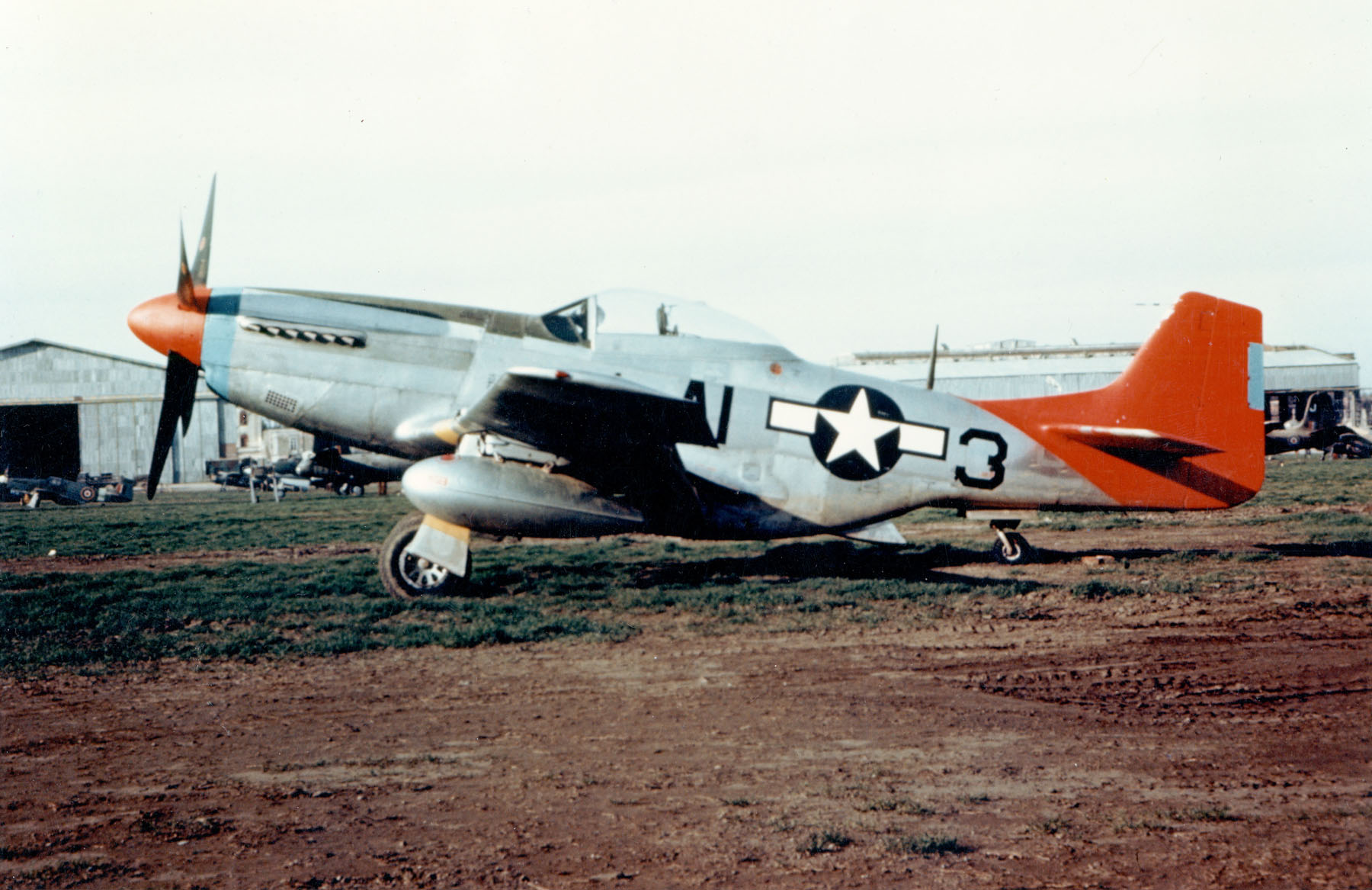
Mustang du 332d avec la marque distinctive qui a donné le nom de Red Tails.

Le 332e Groupe de chasse, qui escortait les bombardiers lourds, a obtenu un palmarès impressionnant au combat. Les Alliés ont appelé ces aviateurs « Red Tails » ou « Red-Tail Angels », en raison du marquage d'identification de couleur rouge distinctif appliqué principalement sur la queue des appareils de l'unité. La peinture rouge suivait la pratique de l'US Air Force qui exigeait que les avions de chaque escadron aient une couleur distinctive afin que l'escadron puisse être identifié en vol. Le 332e Groupe de chasse s'est déployé en Italie au début de 1944. En juin 1944, il commença à effectuer des missions d'escorte de bombardiers lourds et, en juillet 1944, avec l'ajout du 99e Escadron de chasse, il disposait de quatre escadrons de chasse.

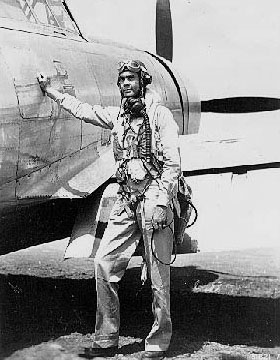
Le colonel Benjamin O. Davis Jr., commandant du 332e groupe de chasseurs des Tuskegee Airmen, devant son P-47 Thunderbolt en Sicile.

Les Tuskegee Airmen ont piloté plusieurs avions différents tout au long de leur déploiement, en fonction de leur phase d'entraînement et de leurs missions de combat : 
- Curtiss P-40 Warhawk – Utilisé lors des premières missions de combat par le 99e escadron de chasse en Afrique du Nord et en Italie;
- Bell P-39 Airacobra – Utilisé lors de l'entraînement et de certaines missions opérationnelles;
- Republic P-47 Thunderbolt – Utilisé brièvement en 1944 avant de passer au P-51;
- North American P-51 Mustang – Leur avion le plus célèbre, connu pour sa queue rouge distinctive, qui leur a valu le surnom de Red Tails. La variante P-51D était particulièrement efficace dans les missions d'escorte de bombardiers[15].

### Discriminations
Durant leur période d'entraînement et avant leur déploiement en Europe, les Tuskegee Airmen ont été victimes de discrimination de la part de leurs collègues et de la hiérarchie militaire (par exemple, manque d'accès aux installations de loisirs sur les bases qui leur étaient assignées). Cette discrimination les a suivi dans leurs zones de combat.  

Le 99e escadron de chasse a été déployé en 1943 sur le théâtre méditerranéen, où il était rattaché au 33e groupe de chasse. Le commandant du groupe, le colonel William Momyer, n’était pas content d’avoir une unité afro-américaine rattachée à son groupe. Il s’est plaint, citant l’inefficacité au combat présumée des pilotes du 99e escadron et a demandé que celui-ci soit redéployé ailleurs. Sa plainte a remonté la chaîne de commandement, où elle a reçu un certain soutien. Le ministère de la Guerre a décidé de lancer une étude comparative des performances au combat du 99e escadron par rapport à celles des autres escadrons du théâtre méditerranéen. Le rapport, basé sur des données objectives, a montré que les pilotes du 99e escadron étaient aussi performants que leurs homologues blancs. 

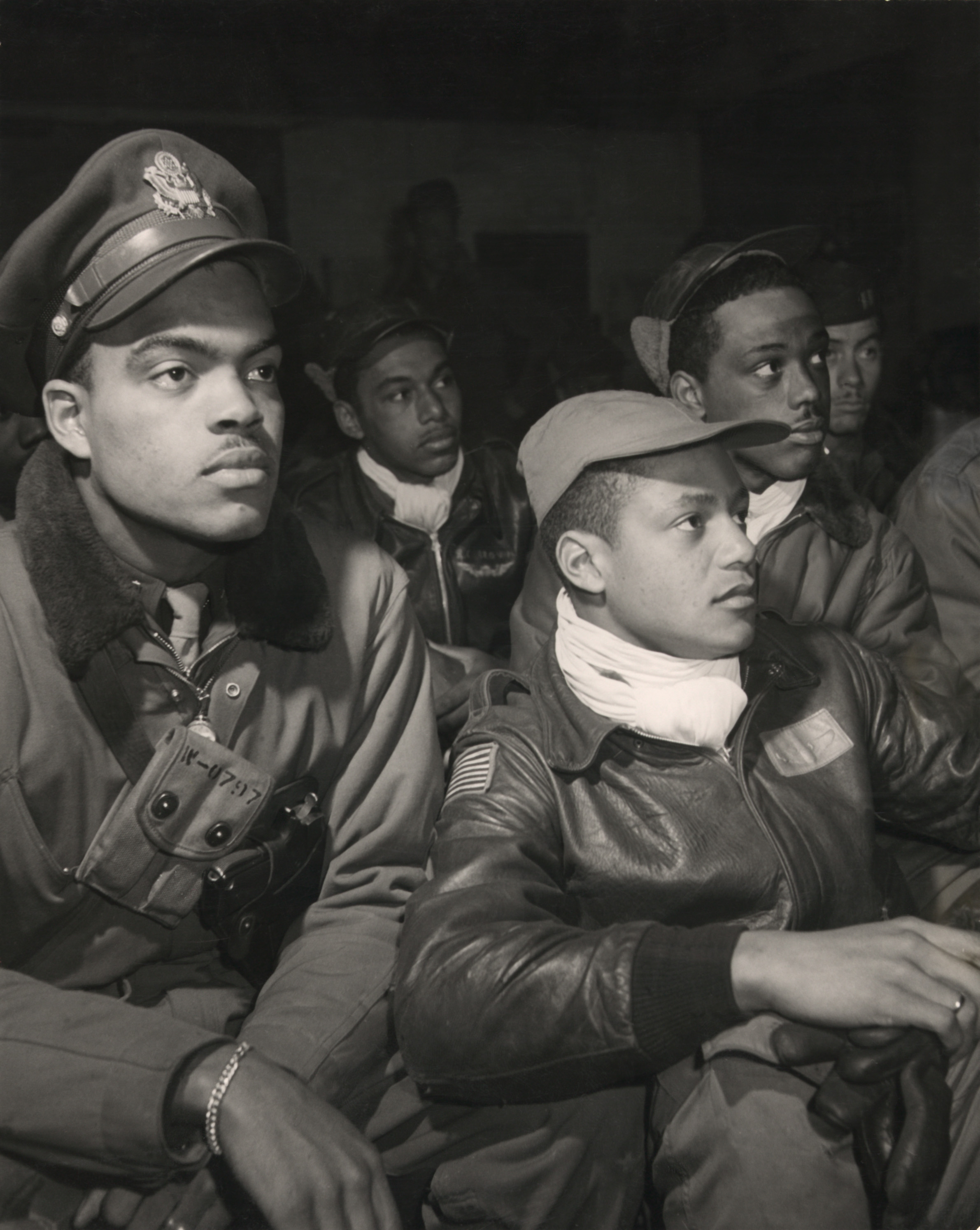
Des hommes du 332e Fighter Group assistent à un briefing en Italie en 1945.

Avant la publication des conclusions du rapport, le 99e escadron était affecté à un autre groupe de chasse, où la combinaison de pilotes blancs et noirs fonctionnait mieux. Lorsque le 332e groupe de chasse fut déployé en Italie en 1944, le 99e escadron lui fut rattaché.

### Bilan
Les aviateurs de Tuskegee combattent en Afrique du Nord, en mer Méditerranée et en Europe ; ils mènent plus de 1 500 missions, 66 pilotes perdent la vie au combat et 32 sont abattus en vol et faits prisonniers de guerre.

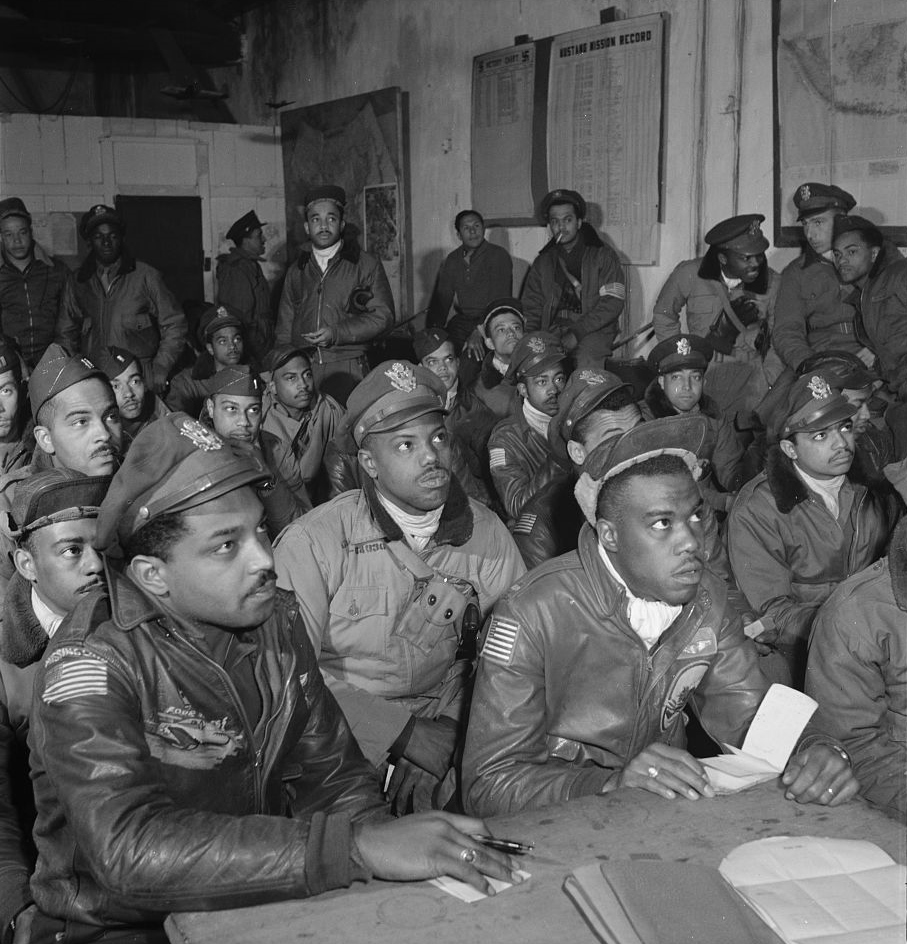
Tuskegee airmen en salle de briefing, Ramitelli (Italie, mars 1945).

Ils ont été crédités par les commandements supérieurs des réalisations suivantes :
- 1 578 missions de combat, 1 267 pour la Douzième force aérienne ; 311 pour la Quinzième force aérienne ;
- 179 missions d'escorte de bombardiers, avec un bon bilan de protection, perdant des bombardiers sur seulement sept missions et un total de seulement 27, contre une moyenne de 46 parmi les autres groupes P-51 de la 15e Force aérienne ;
- 112 avions ennemis détruits dans les airs, 150 autres au sol et 148 endommagés. Cela comprenait trois chasseurs à réaction Messerschmitt Me 262 abattus ;
- 950 wagons, camions et autres véhicules automobiles détruits (plus de 600 wagons) ;
- Un torpilleur mis hors service. Le TA22 était un destroyer italien de la Première Guerre mondiale (Giuseppe Missori), qui avait été converti en torpilleur par les Allemands et mis en service. Il fut attaqué le 25 juin 1944 et si gravement endommagé qu'il ne fut jamais réparé. Il fut mis hors service le 8 novembre 1944 et finalement sabordé le 5 février 1945[17] ;
- 40 bateaux et barges détruits[2].

## Analyse ex post des performances
Une analyse ex post, basé sur des rapports de mission et d'autres documents officiels, documentait 27 bombardiers americains par des avions ennemis alors que ces bombardiers étaient escortés par le 332nd Fighter Group. Ce total comprenait 15 B-17 du 483rd Bombardment Group abattus lors d'une bataille aérienne particulièrement sauvage avec environ 300 chasseurs allemands le 18 juillet 1944, qui a également donné lieu à neuf crédits de victoire et à l'attribution de cinq Distinguished Flying Cross aux membres du 332d.

Affiche du Office of War Information.

Sur les 179 missions d'escorte de bombardiers effectuées par le 332e groupe de chasse pour la 15e Air Force, le groupe a rencontré des avions ennemis lors de 35 de ces missions et a perdu des bombardiers au profit d'avions ennemis lors de seulement sept de ces missions, et le nombre total de bombardiers perdus était de 27. En comparaison, le nombre moyen de bombardiers perdus par les autres groupes de chasseurs P-51 de la 15e Air Force au cours de la même période était de 46.
Une étude approfondie de 2022 a établi que le bilan du 322e différait sensiblement de celui des trois autres groupes P-51 affectés à la 15e Air Force en termes de bombardiers perdus. Le groupe était sensiblement meilleur pour protéger les bombardiers qu'il escortait, même s'il n'était pas parfait. Alors que le 332e n'a perdu que 27 bombardiers lourds escortés en effectuant 179 missions d'escorte, le 31e Fighter Group en a perdu 49 en 184 missions, le 325e en a perdu 68 en 192 missions d'escorte, tandis que le 52e en a perdu 88 en 193 missions. De plus, le 332e a effectué plus de missions que n'importe lequel des trois autres groupes au cours desquels il n'a perdu aucun bombardier escorté. La combinaison de ces chiffres avec le nombre d'avions ennemis détruits par chacun de ces groupes suggère que le 332e est resté plus près pour protéger les bombardiers qu'il escortait, tandis que les autres groupes étaient prêts à poursuivre les chasseurs ennemis loin des bombardiers.

## Contribution à la déségrégation
L'un des pilotes des Tuskegee Airmen, Charles W.Dryden, expose dans une conférence donnée en 2008, à la base navale de Yokosuka que les Tuskegee Airmen ont conduit deux combats, l'un extérieur contre le nazisme et l'autre intérieur contre le racisme. Les Tuskegee Airmen ont joué un rôle important en ouvrant la voie à la déségrégation de l'armée américaine. Leur succès en tant qu’unité de combat a obligé les forces armées américaines à reconsidérer leur politique de discrimination à l’encontre des Afro-Américains. L’armée de l’air a été la première, en 1949, à entamer le processus de suppression de la ségrégation au sein de ses unités. En 1948, le président Harry Truman promulgue l'Executive Order 9981, qui met fin à la ségrégation au sein des Forces armées des États-Unis et entraîne la dissolution de la base ségréguée des Tuskegee Airmen à Moton Field et de toutes les unités militaires ségréguées,.

## Prix, distinctions et hommages

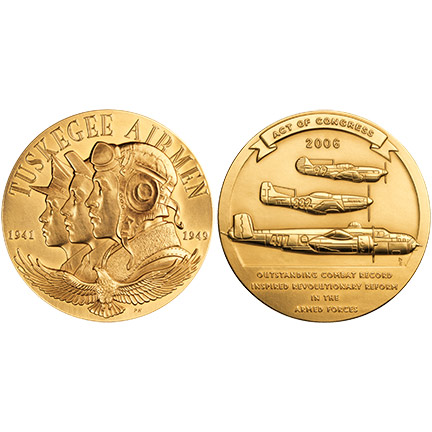
Médaille d'or du Congrès à l'effigie des Tuskegee Airmen.

Le groupe a reçu trois Distinguished Unit Citations (en) pour un « héroïsme extraordinaire en action contre un ennemi armé » :
- 99e Escadron de poursuite : 30 mai - 11 juin 1943, pour des actions au-dessus de la Sicile[réf. nécessaire].
- 99e Escadron de chasse : 12-14 mai 1944 : pour des frappes aériennes réussies contre Monte Cassino, en Italie. Les deux premières Distinguished Unit Citations reçues par le 99th Fighter Squadron ont été décernées aux groupes auxquels l'escadron était rattaché. À l’époque, lorsqu’un groupe recevait cet honneur, celui-ci était partagé avec les escadrons qui lui étaient affectés ou rattachés[réf. nécessaire].
- 332nd Fighter Group (et ses 99th, 100th et 301st Fighter Squadrons) : 24 mars 1945 : pour une mission d'escorte de bombardiers à Berlin, au cours de laquelle les pilotes du 100th FS abattent trois avions Messerschmitt Me 262 ennemis. Le 302e Escadron de chasse n'a pas reçu cette récompense car il avait été dissous le 6 mars 1945.

Le 6 novembre 1998, le président Bill Clinton promulgue la Public Law 105-355, qui dans son titre III autorise la construction d'un musée dédié à la mémoire des Tuskegee Airmen sur le site de sa base de Moton Field et d'inscrire également le site au Registre national des lieux historiques / National Register of Historic Places.
Le 29 mars 2007, les Tuskegee Airmen reçoivent la médaille d'or du Congrès, plus haute distinction civile américaine.
En janvier 2025, les plans de cours et programmes de formation de l'US Air Force, qui comprenaient certaines vidéos sur les Tuskegee Airmen, ont été suspendus afin de se conformer aux directives anti-DEI de l'administration Trump,. La suspension n'était pas liée aux vidéos des Tuskegee Airmen elles-mêmes, mais à d'autres contenus du cours, spécifiques à un programme DEI, distincts des vidéos. Peu de temps après, le secrétaire à la Défense, Pete Hegseth, a tweeté son soutien en faveur du rétablissement des vidéos des Tuskegee Airmen. Les vidéos ont rapidement été réintroduites, bien que les autres contenus du cours aient été modifiés pour se conformer aux décrets de l'administration Trump.

## Pilotes formés à la base de Tuskegee
Une liste de pilotes brevetés est disponible sur le site de l'université Tuskegee.

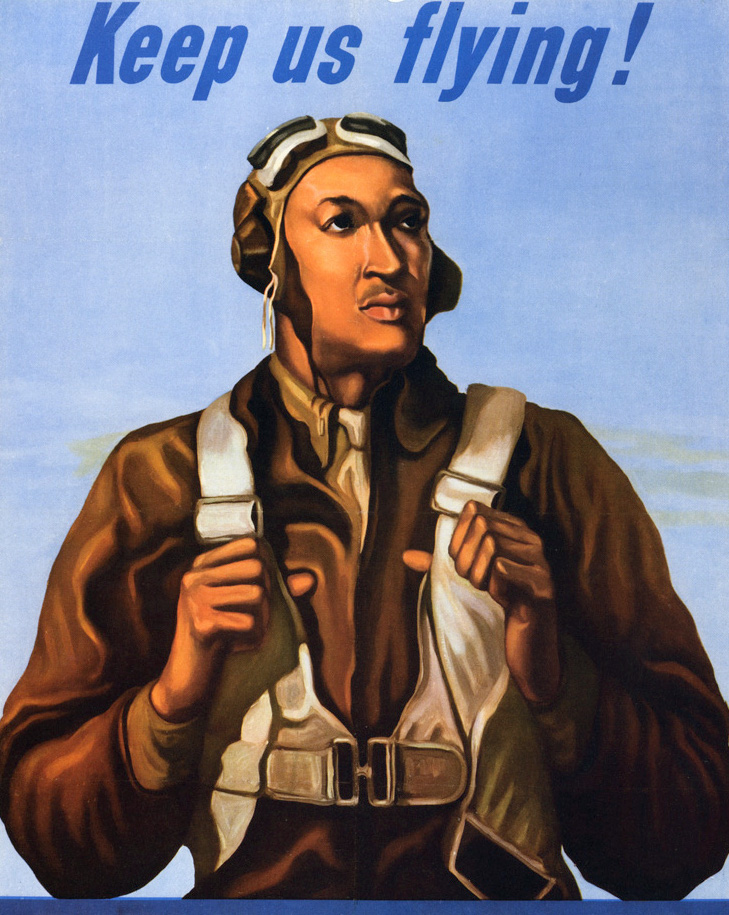
Une affiche d'obligations de guerre représentant un Tuskegee Airman.

Quelques pilotes ont connu une notoriété, parmi ceux-ci, on peut distinguer : 
- Lee Archer (1919 - 2010)
- Roscoe Brown (en) (1922-2016)
- Richard C. Caesar (1918–2011)[12]
- Raymond Cassagnol (1920-2023)
- Herbert Vanallen Clark (1919–2003)[12]
- Granville C. Coggs (en) (1925 - 2019)[32]
- Milton Crenchaw (en) (1919 - 2015)
- Woodrow Crockett (en) (1918–2012)[33]
- Benjamin Oliver Davis, Jr. (1912-2002)
- Lawrence Dickson (1920-1944)
- Charles W. Dryden (en) (1920 - 2008)
- Robert Friend (pilot) (en) (1920 - 2019)[34]
- Charles McGee (1919-2022)
- Alix Pasquet (mort en 1958)
- Coleman Alexander Young (1918-1997)

## Culture populaire

### Cinéma
- Dans le film Mission Évasion, sorti en 2002, deux pilotes appartenant aux Tuskegee Airmen sont faits prisonniers par l'armée allemande et envoyés dans un camp de prisonniers américains où ils sont confrontés à l'hostilité de leurs codétenus.
- Les Tuskegee Airmen apparaissent dans le film La Nuit au musée 2.
- Le film L'Escadron Red Tails, sorti en 2012, est consacré aux Tuskegee Airmen.
- Le film Pilotes de choix, sorti en 1995, est également consacré aux Tuskegee Airmen.
- Les Tuskegee Airmen apparaissent dans la série Masters of the Air sortie en 2024.

### Bande dessinée
- La bande dessinée Tuskegee Ghost en deux volumes (2022 et 2023), de Benjamin Von Eckartsberg et Olivier Dauger, « dépeint un drame familial où la violence de la guerre fait écho à celle du racisme ».

## Pour approfondir

#### Essais
- (en-US) Lawrence P. Scott et William M. Womack, Double V : The Civil Rights Struggle of the Tuskegee Airmen, Michigan State University Press, 31 décembre 1998, 322 p. (ISBN 978-0-87013-502-6)
- (en-US) Lynn M. Homan & Thomas Reilly, Black Knights : The Story of the Tuskegee Airmen, Pelican Publishing Company, 31 janvier 2001, 336 p. (ISBN 978-1-56554-828-2)
- (en-US) Judy L. Hasday, Tuskegee Airmen, Chelsea House Publications, 1er mars 2003, 108 p. (ISBN 978-0-7910-7267-7)
- (en-US) Barry M. Stentiford, Tuskegee Airmen, Greenwood, 17 août 2011, 223 p. (ISBN 978-0-313-38684-8, lire en ligne)
- (en-US) Julia Garstecki, Tuskegee Airmen, Black Rabbit Books/Bolt, 1er septembre 2017, 32 p. (ISBN 978-1-68072-004-4),

#### Articles
- (en-US) J. Todd Moye, « The Tuskegee Airmen Oral History Project and Oral History in the National Park Service », The Journal of American History, vol. 89, no 2,‎ septembre 2002, p. 580-587 (8 pages) (lire en ligne ),
- (en-US) Alan Gropman, « In Recognition of Their Unique Record: Tuskegee Airmen Awarded the Congressional Gold Medal », Air Power History, vol. 54, no 2,‎ été 2007, p. 46-51 (6 pages) (lire en ligne ),
- (en-US) Joseph D. Caver, Jerome A. Ennels et Wesley Phillips Newton, « Setting the Record Straigt Regarding Lieutenants White and McCullin, Tuskegee Airmen », Air Power History, vol. 55, no 3,‎ 2008, p. 4-11 (8 pages) (lire en ligne ),
- (en-US) Daniel L. Haulman, « The Tuskegee Airmen in Combat », Air Power History, vol. 57, no 3,‎ 2010, p. 14-21 (8 pages) (lire en ligne ),
- (en-US) Daniel L. Haulman, « Ivory and Ebony: White Officer Foes and Friends of the Tuskegee Airmen », Air Power History, vol. 62, no 3,‎ 2015, p. 42-49 (8 pages) (lire en ligne ),
- (en-US) David K. Vaughan, « The World War II Training Experiences of the Tuskegee Airmen at Oscoda Army Air Field », Air Power History, vol. 63, no 4,‎ hiver 2016, p. 25-40 (16 pages) (lire en ligne ),
- (en-US) Daniel L. Haulman, « False Claims about the Tuskegee Airmen », Air Power History, vol. 64, no 1,‎ printemps 2017, p. 47-55 (9 pages) (lire en ligne ),
- (en-US) Amara Alexander, « Right to the Source :The Tuskegee Airmen: Teaching the 4Cs », The Science Teacher, vol. 87, no 6,‎ février 2020, p. 64 (1 page) (lire en ligne ),